# Adinandra retusa
Adinandra retusa är en tvåhjärtbladig växtart som beskrevs av Ding Fang och D. H. Qin. Adinandra retusa ingår i släktet Adinandra och familjen Pentaphylacaceae. Inga underarter finns listade i Catalogue of Life.